# Marino Benvenuti
Marino Benvenuti (Città di San Marino, 2 marzo 1901 – Arezzo, 7 novembre 1986) è stato uno psichiatra italiano, direttore dell'Ospedale Psichiatrico Provinciale dell'Aquila e dell'Ospedale Neuropsichiatrico Provinciale di Arezzo.

## Biografia
Marino Benvenuti nacque nel 1901 a San Marino, dove il padre Pietro esercitava la professione di medico pediatra. Si laureò nel 1925 presso l’Università di Pisa, dove rimase dal 1926 come assistente e poi come aiuto nella Clinica delle Malattie Nervose e Mentali fino al 1939. 
In questi anni, durante la direzione di Giovanni Battista Pellizzi, conseguì la libera docenza in psichiatria (1932) e in clinica neuropatologica (1934) e ottenne importanti riconoscimenti per gli studi sulla sifilide cerebrale, allora una delle malattie neurologiche più devastanti, come il premio nazionale della Società Italiana di Psichiatria e quello dell’Accademia d’Italia. 
La sua monografia Sul meccanismo di azione della malarioterapia fu pubblicata nel 1933 con la prefazione del premio Nobel Julius Wagner-Jauregg. Nel 1934 gli venne affidata la direzione del “Centro per la cura e lo studio dell’encefalite epidemica”, sorto per volontà della regina Elena. In esso si potevano applicare le nuove terapie per la sindrome parkinsoniana postencefalitica a base di belladonna (cura bulgara).
Dal 1939 al 1950 fu direttore dell’Ospedale Psichiatrico Provinciale dell'Aquila. Qui stimolò la ricerca clinica sulle malattie del sistema nervoso centrale e ottenne nell'ottobre del 1939 l’istituzione di un reparto neurologico, il secondo in Italia dopo quello sorto nel 1926 presso il Manicomio Provinciale di Arezzo per volere dell’allora direttore Arnaldo Pieraccini. In questo reparto i pazienti venivano ricoverati secondo le norme di ogni ospedale civile, mentre per i degenti nei reparti psichiatrici erano in vigore le norme previste dalla legge sui manicomi e sugli alienati del 1904. Il reparto neurologico, fornito delle attrezzature tecniche necessarie, aveva la funzione di un centro provinciale di diagnostica neurologica che, attraverso degenze brevi, forniva ai medici informazioni dettagliate sulla patologia dei pazienti, che venivano seguiti anche con un’attività ambulatoriale. Tale ampliamento di attività clinica apriva la possibilità di studiare anche le malattie mentali da un punto di vista medico semiologico e laboratoristico, nella prospettiva di individuare un percorso diagnostico e terapeutico diverso rispetto alla concezione custodialistica prevalente nei manicomi.
Nel 1945 pubblicò una monografia, Introduzione alla neurologia clinica infantile, la prima in Italia sull’argomento, che fu adottata come testo di semeiotica dall’Istituto Neurologico Besta di Milano e dalla Clinica Neurologica dell’Università di Roma. Ebbe inizio in quegli anni un sodalizio scientifico con Paride Stefanini, promotore della chirurgia dei trapianti in Italia, allora chirurgo presso l’Ospedale Civile dell'Aquila.
Dal 1950 fu direttore dell’Ospedale Provinciale Neuropsichiatrico di Arezzo, succedendo ad Arnaldo Pieraccini, col quale fin dagli anni della sua formazione era in sintonia sia sulle modalità di gestione migliorativa dell’ospedale, sia sul trattamento e riabilitazione dei pazienti ricoverati (Arnaldo Pieraccini era fratello di Gaetano Pieraccini, medico, storico della medicina e uomo politico). Nei venti anni di attività ad Arezzo diede un nuovo impulso alla ricerca in ambito neurologico (lo testimonia il premio nazionale della Società Italiana di Neurologia, mai uscito prima dall’ambito universitario, per un gruppo di lavori sull'esplorazione stereotassica dell’encefalo) ed all’attività clinica, riattivando, dopo la distruzione bellica, il padiglione neurologico che divenne un importante centro di aggregazione di clinici e ricercatori.
Fu un precursore, con la monografia del 1950 Fondamenti bio-psicologici per una igiene mentale delle diverse fasi della vita umana, di quel movimento molto attivo e diffuso in Italia, che auspicava e preparava il cambiamento dell’assistenza psichiatrica istituzionale verso la nuova prospettiva dell’igiene mentale in sintonia con quanto avveniva soprattutto in Francia con la territorializzazione delle cure psichiatriche.
Durante la collaborazione con Aldo Spirito, docente di biologia alla facoltà medica dell’Università di Perugia, fondò la «Rivista di Neurobiologia», pubblicata dall’Ospedale Neuropsichiatrico Provinciale di Arezzo, e la diresse fino al 1971, anno del suo pensionamento dalla direzione dell’ospedale. La rivista, divenuta poi organo ufficiale della Società dei Neurologi Ospedalieri Italiani, ha rappresentato un importante crocevia di conoscenze e ricerche in un settore che oggi definiremo più modernamente come “neuroscienze”, ambito in cui materie come la biologia, la medicina, la psicologia, la filosofia si intersecano allo studio della complessità del funzionamento mentale.
Nel 1960 fu insignito della medaglia ai benemeriti della scuola, della cultura e dell'arte su proposta del ministro dell’istruzione e nel 1983 fu nominato socio onorario della Società Italiana di Neurologia. Morì ad Arezzo nel 1986.

## Opere (selezione)
- Cervelletto e funzioni psichiche: studio sintetico-critico, Reggio Emilia, Poligrafica emiliana, 1928.

- Sul meccanismo di azione della malarioterapia, prefazione del prof. Wagner-Jauregg, Roma, Pozzi, 1933.
- Moderne vedute e legislazione attuale sull'assistenza ospitaliera neuro-psichiatrica, in Neopsichiatria, vol. 4, n. 2, Pisa, Lischi & figli, 1938.
- Gruppi sanguigni e schizofrenia, in Neopsichiatria, vol. 5, Pisa, Lischi & figli, 1939.
- Gruppi sanguigni e costituzione morfologica, in Neopsichiatria, vol. 5, Pisa, Lischi & figli, 1939.
- Su di una forma particolare di micromelia superiore, bilaterlae, ereditaria. Contributo allo studio delle malformaizoni congenite, in Neopsichiatria, vol. 5, Pisa, Lischi & figli, 1939.
- Meccanismo di azione dell'auto-liquor-terapia preventiva dei disturbi e inconvenienti della pneumoencefalografia, in Policlinico (sezione pratica), vol. 47, Roma, Amministrazione del giornale Il Policlinico, 1940.
- L'ospedale provinciale neuro-psichiatrico de L'Aquila nei suoi nuovi sviluppi. Relazione del direttore al preside dell'amministrazione provinciale, Pisa, Lischi & figli, 1942..
- M. Benvenuti, G. Giordano, P. Stefanini (a cura di), Annali degli Istituti ospedalieri Aquilani, L'Aquila, Tip. Donnini, 1946..
- Fondamenti bio-psicologici per una igiene mentale delle principali fasi della vita umana, Roma, Pozzi, 1950..
- L'ipersessualità come fattore degenerogeno, Pisa, Omnia Medica, 1950..
- Introduzione alla neurologia clinica infantile, Pisa, Omnia Medica, 1954.
- Profili di neuropsichiatri: Arnaldo Pieraccini, Assisi, Porziuncola, 1957.
- Rivista di neurobiologia pubblicata dall'Ospedale neuropsichiatrico provinciale di Arezzo, 33 voll., Assisi, Tip. Porziuncola, 1955-1987.
- Aspetti biologici e psicologici della donna al lavoro, Roma, 1963.
- Malformazioni del midollo spinale, in Trattato Italiano di Medicina Interna diretto da Paolo Introzzi, vol. 12, Roma, Istituto per la Collaborazione culturale, 1964.
- Malformazioni congenite cerebrali, in Trattato Italiano di Medicina Interna diretto da Paolo Introzzi, vol. 12, Roma, Istituto per la Collaborazione Culturale, 1964..
- Idrocefalo interno, in Trattato Italiano di Medicina Interna diretto da Paolo Introzzi, vol. 12, Roma, Istituto per la Collaborazione Culturale, 1964.
- Idiozia Maurotica, Idiozia Mongoloide, Idiozia Microcefalica, in Trattato Italiano di Medicina Interna diretto da Paolo Introzzi, vol. 12, Firenze, USES, 1974..